# 1946年の野球
1946年の野球（1946ねんのやきゅう）では、1946年の野球界における動向をまとめる。

## 競技結果

### 日本プロ野球

#### ペナントレース
1946年のペナントレースは8球団による15試合ずつの総当たり制の105試合で行われた。
| 順位 | 球団               | 勝 | 敗 | 分 | 勝率 | 差   |
| ---- | ------------------ | -- | -- | -- | ---- | ---- |
| 優勝 | 近畿グレートリング | 65 | 38 | 2  | .631 | -    |
| 2位  | 東京巨人軍         | 64 | 39 | 2  | .621 | 1.0  |
| 3位  | 大阪タイガース     | 59 | 46 | 0  | .562 | 7.0  |
| 4位  | 阪急軍             | 51 | 52 | 2  | .495 | 14.0 |
| 5位  | セネタース         | 47 | 58 | 0  | .448 | 19.0 |
| 6位  | ゴールドスター     | 43 | 60 | 2  | .417 | 22.0 |
| 7位  | 中部日本           | 42 | 60 | 3  | .412 | 22.5 |
| 7位  | パシフィック       | 42 | 60 | 3  | .412 | 22.5 |

#### 個人タイトル
| タイトル     | 選手       | 球団           | 成績      |
| ------------ | ---------- | -------------- | --------- |
| 最優秀選手   | 山本一人   | グレートリング |           |
| 首位打者     | 金田正泰   | 大阪           | .347      |
| 最多本塁打   | 大下弘     | セネタース     | 20本      |
| 最多打点     | 山本一人   | グレートリング | 95打点    |
| 最多盗塁     | 河西俊雄   | グレートリング | 39盗塁    |
| 最多安打     | 金田正泰   | 大阪           | 152安打   |
| 最高出塁率   | 飯島滋弥   | セネタース     | .426      |
| 最優秀防御率 | 藤本英雄   | 巨人           | 2.11      |
| 最多勝利     | 白木義一郎 | セネタース     | 30勝      |
| 最多奪三振   | 真田重蔵   | パシフィック   | 200奪三振 |
| 最高勝率     | 藤本英雄   | 巨人           | .778      |

#### ベストナイン
この年は選出なし

### 社会人野球

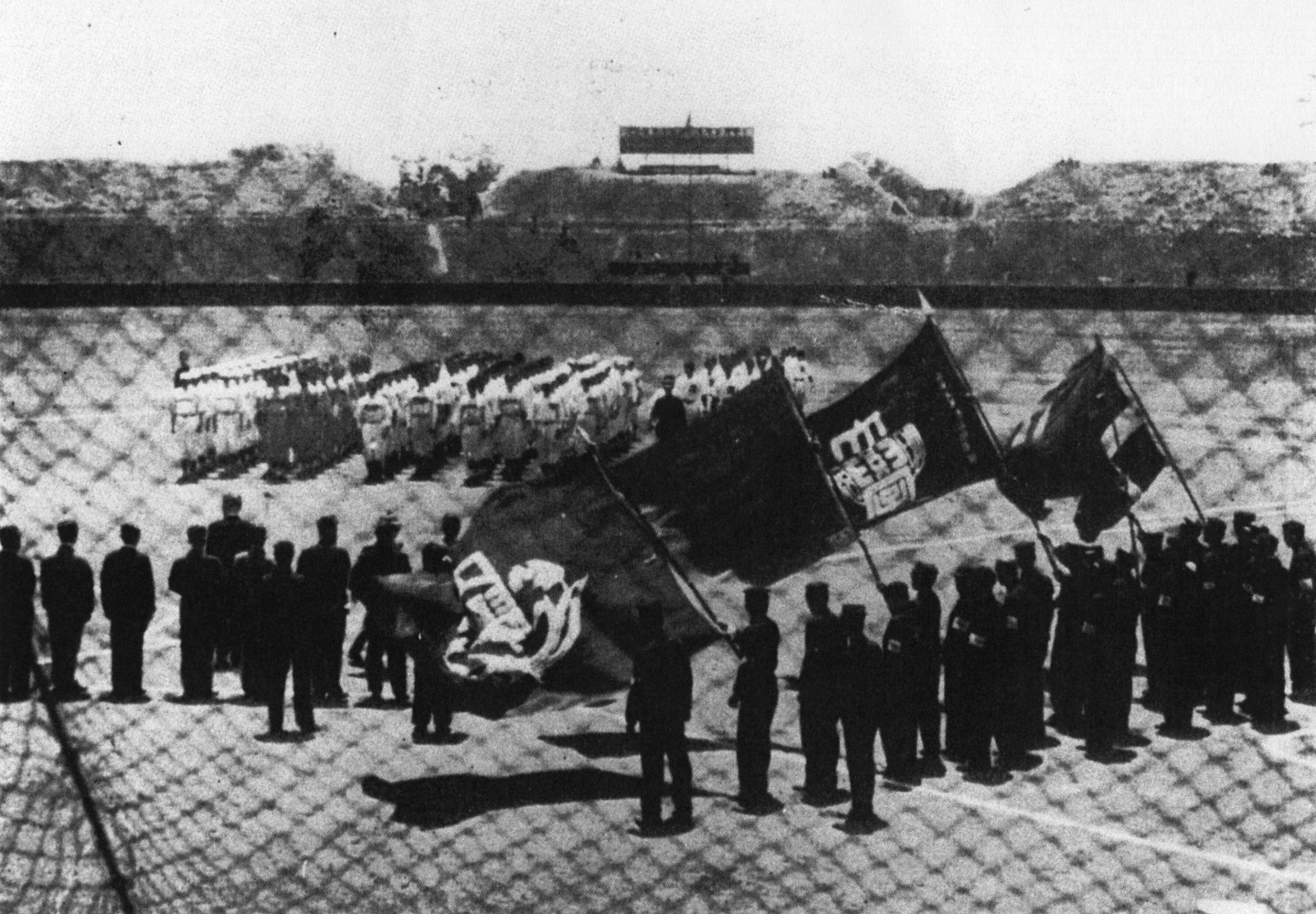
戦後最初の東京六大学野球開幕式

- 第17回都市対抗野球大会優勝：大日本土木

### 東京六大学野球
- 春 - 5月19日に上井草球場で開幕式。前半戦は上井草球場、後半戦は後楽園球場での1回戦制。
  - 慶大が全勝（東大が2位）。
- 秋 - 神宮球場を一部開放。また秋季から天皇杯が下賜される。
  - 早大が10勝1敗で優勝。

### 中等野球
- 第28回全国高等学校野球選手権大会決勝（阪急西宮球場・8月21日）
浪華商業（大阪府） 2-0 京都第二中学（京都府）

### メジャーリーグ
- ワールドシリーズ

## できごと
- 日本プロ野球は、2年ぶりのリーグ戦再開となり、セネタースとゴールドスターが加入して、1943年以来に8球団制となる。近畿日本軍は「グレートリング」、阪神軍は「大阪タイガース」[2]、産業軍は「中部日本軍」、朝日軍は「パシフィック」にそれぞれ球団名を変更している。
- 都市対抗野球大会が4年ぶり、全国中等学校優勝野球大会が6年ぶりに開催されている。

### 1月
- 1月21日 - 朝日新聞社が「夏の全国中等学校野球大会を復活させる」旨の社告を出す。

### 3月
- 3月6日 - 日刊スポーツが創刊し、日本で初めてのスポーツ新聞となる。

### 4月
- 4月23日 -【MLB】ブルックリン・ドジャースのレン・バーカーが対ボストン・ブレーブス戦においてノーヒットノーランを達成、スコアは5対0。
- 4月27日 - 後楽園球場と阪急西宮球場において、戦後初の日本プロ野球公式戦が開催され、後楽園において中部日本軍対ゴールドスター[3]と東京巨人軍対セネタース[4]、西宮において阪急軍対グレートリング[5]と大阪タイガース対パシフィック[6]の2試合ずつが行われた。
- 4月28日 - セネターズの白木義一郎が対ゴールドスター戦（後楽園）で、4安打3奪三振の内容でプロ入り初登板で初完封。日本プロ野球史上8人目。球団初。戦後初[7]。
- 4月29日 - 中部日本対セネターズ戦で、中部日本先発の林直明が先頭打者から日本プロ野球新記録の5者連続与四球、タイ記録の1イニング6与四球を記録。一方のセネターズ先発の一言多十もこの試合13与四球（当時日本プロ野球歴代2位）ながらも、4併殺で野手の失策による1失点で自責点0で完投勝利。スコアは6対1[8]。
- 4月30日 - 藤井寺球場における初のプロ野球公式戦、グレートリング対阪急戦が行われ、5対2で阪急が勝利する。
- 4月30日 - 【MLB】クリーブランド・インディアンスのボブ・フェラーが対ニューヨーク・ヤンキース戦において2度目のノーヒットノーランを達成、スコアは1対0。

### 5月
- 5月10日 - ゴールドスターの内藤幸三が対中日戦で日本プロ野球通算1000投球回、史上19人目[9]。
- 5月19日 - 【MLB】ミネソタ・ツインズのミッキー・バーノン がサイクル安打を達成。
- 5月20日 - 5月26日 この間行われ既に試合が成立していた、パシフィックの4試合が没収試合扱いとなり、うち1試合の勝敗が逆転している。パシフックが事前の申し合わせに反して、戦前別チームでプレーしていた選手を試合出場させたため（詳細は松竹ロビンス#没収試合第1号参照）。

### 6月
- 6月16日 -  大阪の呉昌征が対セネタース戦において戦後初のノーヒットノーランを達成、スコアは11対0。
- 6月29日 - 野球くじが発売される[10]。

### 7月
- 7月15日 - グレートリングが8回に対ゴールドスター戦において、8回に1イニング11安打と、1試合で28安打のそれぞれ日本プロ野球記録を更新、プロ野球史上3度目の毎回安打、全員安打を達成している。この日登板したグレートリングの別所毅彦が8回、1イニングで本塁打と三塁打を記録している。試合は26対0でグレートリングの勝利[11]。
- 7月20日 - 大阪が対パシフィック戦で22安打を放ち、日本プロ野球史上4度目の、毎回安打、全員安打を達成している。
- 7月21日 - 大阪が対セネタース戦に勝利し、6月24日からの連勝を14とした（当時の日本タイ記録）[12]。
- 7月26日 - 大阪対パシフィック戦が日本プロ野球史上最短試合となる55分で終了。大阪の渡辺誠太郎とパシフィックの湯浅芳彰の投げ合いとなり、1-0で大阪の勝ち。

### 8月
- 8月3日 - 4年ぶり、戦後初となる第17回都市対抗野球大会が後楽園で開催された。
- 8月9日 - 都市対抗野球大会の決勝戦が行われ、大日本土木が全桐生を3対0で破り、初優勝。
- 8月15日 - 6年ぶり、戦後初となる第28回全国中等学校優勝野球大会が開催される。甲子園がGHQに接収されていた為、全試合西宮での開催となった。
- 8月16日 - 中部日本の松尾幸造が対阪急戦で日本プロ野球通算1000投球回、史上20人目[9]。
- 8月21日 - 全国中等学校優勝野球大会の決勝戦が行われ、浪華商が京都二中を2対0で破り、初優勝。
- 8月31日 - セネタースの大下弘が対大映戦（後楽園）において、1回内藤幸三から日本プロ野球新記録のシーズン通算11号本塁打。

### 9月
- 9月1日 - 中部日本が対セネターズ戦に敗れ、15連敗を記録。
- 9月19日 - 大阪が対中部日本戦（後楽園）において、4回に日本プロ野球最多記録となる1イニング12安打を記録[13]。

### 10月
- 10月15日 - 【MLB】ワールドシリーズ第7戦が行われ、セントルイス・カージナルスがボストン・レッドソックスを4対3で破り、2年ぶり6度目の優勝。
- 10月18日 - 大阪の若林忠志が対セネターズ戦で日本プロ野球史上初の通算2500投球回[9]。
- 10月20日 - パシフィックのヴィクトル・スタルヒンが日本プロ野球史上初の通算200勝を達成[9]。
- 10月27日 - 巨人の藤本英雄が対阪急戦をNPB最少記録の75球で完封勝利。同時に8月29日から前日まで続いていた、阪急の野口二郎の出場試合連続安打日本プロ野球記録が、3打席凡退で、31試合で止まっている[14][15]。

### 11月
- 11月5日 - この日、巨人が敗れたため、既に全日程を終了したグレートリングが球団創立以来初の優勝が決定する[16]。

### 12月
- 12月21日 - 日本学生野球協会設立[10]。

## 誕生

### 1月
- 1月13日 - 北野尚文
- 1月18日 - トム・ロブソン（+ 2021年）

### 2月
- 2月1日 - 当銀秀崇
- 2月27日 - 坪井新三郎

### 3月
- 3月10日 - 高橋博士
- 3月15日 - ボビー・ボンズ（+2003年）
- 3月18日 - 岩木康郎

### 4月
- 4月10日 - リロイ・スタントン（+ 2019年）
- 4月11日 - 水谷宏
- 4月26日 - 山本鉄弥（+ 2007年）

### 5月
- 5月1日 - 池田重喜
- 5月3日 - ジミー・ウィリアム
- 5月15日 - 池田純一（+ 2005年）
- 5月15日 - 阿部良男（+ 2017年）
- 5月20日 - ジム・ライトル
- 5月29日 - 大橋穣
- 5月30日 - 髙嶋仁

### 6月
- 6月3日 - 倉田誠（+ 2021年）
- 6月8日 - ジャック・リンド
- 6月9日 - 高橋一三（+ 2015年）
- 6月18日 - 中沢伸二
- 6月21日 - 芝池博明
- 6月23日 - 吉田孝司

### 7月
- 7月15日 - 植木一智
- 7月20日 - 井上修
- 7月21日 - 渡辺孝博
- 7月22日 - 村越稔

### 8月
- 8月1日 - 桑原秀範
- 8月5日 - 中村順司
- 8月9日 - 野村収
- 8月15日 - ジョー・リス（+ 2010年）
- 8月18日 - 池永正明（+ 2022年）
- 8月29日 - ジョン・シピン

### 9月
- 9月5日 - 鈴木照雄
- 9月18日 - 藤原満
- 9月24日 - 田淵幸一

### 10月
- 10月2日 - 成田文男（+ 2011年）
- 10月9日 - ジム・クォルス
- 10月11日 - 富田勝（+ 2015年）
- 10月25日 - 山本浩二

### 11月
- 11月10日 - 基満男
- 11月17日 - 金田留広（+ 2018年）

### 12月
- 12月17日 - 有藤道世
- 12月22日 - 山崎裕之

## 死去
- 4月 - 石原繁三（* 1914年）
- 12月10日 - ウォルター・ジョンソン（* 1887年）